# Эверт, Крис
Кристина Мария «Крис» Э́верт (англ. Christine Marie "Chris" Evert, род. 21 декабря 1954 года) — американская теннисистка. За свою карьеру завоевала 18 титулов на турнирах Большого шлема в одиночном разряде, в том числе 7 на «Ролан Гаррос» и 6 на US Open. Среди её достижений есть также 3 победы в парном разряде на турнирах из серии Большого шлема.
В книге «Величайшие матчи XX века» Стив Флинк назвал Эверт третьей женщиной-теннисисткой 20-го столетия после Штеффи Граф и Мартины Навратиловой. Крис Эверт никогда не проигрывала в первых кругах турниров Большого шлема, самое раннее поражение в подобных турнирах — в третьем раунде состязаний.

## Карьера
Эверт начала заниматься теннисом в 5 лет под руководством своего отца Джимми Эверта.
К 1969 году она стала первой ракеткой США среди девочек до 14 лет. В 1970 году она выиграла национальный турнир для подростков до 16 лет, после которого её пригласили сыграть на турнире в Шарлотте, Северная Каролина. Пятнадцатилетняя Эверт разгромила Франсуазу Дюрр 6-1, 6-0 в первом круге соревнований, а в полуфинале победила Маргарет Корт 7-6, 7-6, которая была на тот момент первой ракеткой мира и на пути к обладанию Большим шлемом в одиночном разряде. Благодаря этим победам Эверт позволили принять участие в Кубке Уайтмен, где она стала самой юной участницей.
Первый раз Эверт приняла участие в Открытом чемпионате США, когда ей было 16. После легкой победы над Эддой Будинг в первом круге ей предстояло встретиться с Мэри-Энн Эйзель. Эверт отыграла 6 матчболов на подаче Эйзель при счете 6-4, 6-5 (40-0), а потом выиграла матч со счетом 4-6, 7-6, 6-1. Позднее она победила Дюрр (2-6, 6-2, 6-3) и Лесли Хант (4-6, 6-2, 6-3), но проиграла Билли Джин Кинг в полуфинале.
Аккуратные удары Эверт точно под заднюю линию идеально подходили для игры на грунте, но она доказала, что и на остальных покрытиях может смотреться не хуже. Когда Эверт стала играть среди юниоров, она применяла двуручный бэкхенд, поскольку была слишком маленькой и хрупкой, чтобы отбивать такие удары одной рукой. Это стало её отличительной чертой, и будущие поколения теннисисток стали часто копировать её. Изящный образ Эверт, её приятная внешность, спокойная манера поведения сделали её находкой для прессы и любимицей фанатов.
Эверт стала финалисткой Уимблдона и Открытого чемпионата Франции в 1973 году. Год спустя, она стала победительницей этих турниров. Это были её первые титулы Большого шлема. Её жених, Джимми Коннорс, в том же году одержал победу на Уимблдоне, и внимание прессы сосредоточилось на их отношениях. Коннорс и Эверт были обручены, когда играли вместе в смешанном разряде в 1974 году, хотя Эверт очень редко принимала участие в подобных состязаниях. К тому времени Эверт стала меньше внимания уделять играм в паре, сосредотачивая все силы на одиночной карьере.
Последующие пять лет Эверт была первой ракеткой мира среди женщин (с перерывами). В 1975 она снова выиграла Чемпионат Франции и впервые одержала победу на Открытом чемпионате США, обыграв в трехсетовом финале Ивонн Гулагонг. В 1976 Эверт выиграла Уимблдон, снова победив Гулагонг в трехсетовом финале. Соперничество между Гулагонг и Эверт длилось ещё несколько лет. Всего они сыграли 33 матча, из которых Эверт выиграла 21. За превосходство Эверт в женском теннисе, её спокойствие, стальную выдержку на корте её стали называть «Ледяной девой».
Через несколько лет новой соперницей Эверт стала Мартина Навратилова. Они были хорошими друзьями вне корта, но их противостояние на корте до сих пор считается одним из самых грандиозных в мире тенниса. В их первых встречах Эверт часто была сильнее, но Навратилова начала набирать мощь к началу 1980-х. Однако на грунтовых кортах Эверт всё же была сильнее. С августа 1973 года она выиграла 125 матчей подряд на грунте, что продолжает оставаться рекордом и среди мужчин, и среди женщин. Полоса выигрышей была прервана 12 мая 1979, когда в полуфинале Открытого чемпионата Италии Эверт проиграла Трэйси Остин 6-4, 2-6, 7-6. После матча Эверт сказала: «От того, что полоса побед прервалась, мне, конечно, легче, но все же обидно». Потом Эверт выиграла подряд 72 матча на грунте, прервав серию побед в полуфинале Открытого чемпионата Франции, уступив Гане Мандликовой.
Эверт выигрывала Открытый чемпионат Франции 7 раз. Две самые зрелищные её победы на этом турнире — трёхсетовые поединки против Навратиловой в 1980-х годах. В 1985 Эверт одержала победу 6-3, 6-7, 7-5, после чего вновь стала первой ракеткой мира в пятый и последний раз. В 1986, когда Эверт был 31 год, она одержала последнюю победу на турнире Большого шлема, обыграв Навратилову 2-6, 6-3, 6-3.
Эверт завершила профессиональную карьеру в 1989 году, после поражения в полуфинале Уимблдонского турнира от Штеффи Граф и Открытого чемпионата США. Публика, знавшая, что этот турнир станет последним для Эверт, болела за неё, освистав во втором круге Элис Берджин, которая повела против неё в первом сете 4-1. Эверт в итоге выиграла и эту игру, и встречу 1/8 финала у молодой Моники Селеш, но затем уступила Зине Гаррисон. Гаррисон, хладнокровно доведшая матч до победы, расплакалась после его окончания, но Эверт ушла с корта с улыбкой.
В течение карьеры в профессиональном теннисе Эверт одержала 157 побед в одиночном разряде и 8 — в парном. Статистика финальных встреч: 157 побед — 72 поражения. Она достигла 273 полуфиналов из 303 турниров, в которых приняла участие. Четыре раза она выигрывала Чемпионскую гонку WTA и 8 раз помогала команде США одержать победу в Кубке Федерации. Последний матч Эверт состоялся в 1989 году в Кубке Федерации против Кончиты Мартинес, которую она обыграла со счетом 6-3, 6-2. Эверт каждый год выигрывала минимум один турнир в течение 13 лет (с 1974 до 1986). Она завоевала 18 титулов на турнирах Большого шлема: 7 побед на Открытом чемпионате Франции, 6 — на Открытом чемпионате США (3 — на грунте, 3 — на харде), 3 — на Уимблдоне, 2 — на Открытом чемпионате Австралии (2 — на траве).
Эверт достигла 34 финалов и 52 полуфиналов из 56 турниров Большого шлема.
В 1976 году ей был присвоен титул «Спортсменка года». В апреле 1985 её признали «Лучшей спортсменкой за последние 25 лет». Эверт была Президентом Женской теннисной ассоциации (WTA) в 1975—1976 и 1983—1991 годах. В 1995 году она была единодушно избрана в Международный зал теннисной славы. В 2005 году журнал Tennis Magazine поставил Эверт на четвёртое место в списке 40 величайших спортсменов.
После окончания игровой карьеры Эверт стала теннисным комментатором. Её дебют пришёлся на Family Circle Cup 1990 года.

## Личная жизнь
Эверт родилась в штате Флорида, в городе Форт Лодердейл. В начале карьеры, ещё до первой победы на турнире Большого Шлема, она подписала контракт с Puritan Fashions Corp. Её отец, Джимми Эверт, был профессиональным теннисным тренером. Для Эвертов теннис был чем-то вроде семейного дела: Кристина и её сестра Джинни Эверт стали теннисистками, а их брат Джек Эверт выступал за свой университет на студенческих соревнованиях по теннису.
Роман Эверт с теннисистом Джимми Коннорсом привлек внимание публики в 70-х, особенно после того, что они оба завоевали титулы чемпионов Уимблдона в 1974. Эверт и Коннорс также время от времени выступали в парном разряде вместе. В 1974 они стали финалистами Открытого Чемпионата США. Потом они обручились, но их отношения не продлились долго. Свадьбу, планируемую на 8 ноября 1974 года, отменили.
В последующие годы у неё были романы с несколькими известными мужчинами. По имеющимся данным, среди них был актёр Бёрт Рейнольдс и Джон Форд (сын президента США Джеральда Форда).
В 1979 году она вышла замуж за британского теннисиста Джона Ллойда, и стала Кристиной Эверт-Ллойд. В 1987 году они развелись.
В 1988 году она вышла замуж за горнолыжника Энди Милла, дважды участвовавшего в Олимпийских играх. Перед свадьбой они встречались 18 месяцев, причём начало их романа пришлось на период, когда они оба были ещё официально женаты. У них родилось три сына: Александр Джеймс (родился в 1991 году), Николас Джозеф (родился в 1994), Кольтон Джек (родился в 1996). 13 ноября 2006 года Эверт подала на развод. Процесс закончился 6 декабря 2006 года, Эверт пришлось выплатить Миллу 7 миллионов долларов. Сейчас Эверт управляет теннисной академией Архивная копия от 8 мая 2021 на Wayback Machine вместе со своим братом Джоном Эвертом.
15 декабря 2007 года на ленты информационных агентств поступило неожиданное сообщение. Крис Эверт и гольфист Грег Норман объявили о своей помолвке на пресс-конференции на турнире по гольфу в Южной Африке. Пара обручилась 9 декабря, в воскресенье, во время путешествия в Южную Африку из США. На вопрос о дате свадьбы Эверт ответила: «Ну…это обручальное кольцо… Но мы пока не знаем где и когда поженимся». В итоге свадьба состоялась в середине 2008 года, незадолго до Уимблдонского турнира.

## Финалы турниров Большого шлема за карьеру

### Одиночный разряд (18-16)
| Результат | Год  | Турнир                           | Покрытие | Соперница в финале  | Счёт в финале |
| --------- | ---- | -------------------------------- | -------- | ------------------- | ------------- |
| Поражение | 1973 | Открытый чемпионат Франции       | Грунт    | Маргарет Корт       | 7-6 6-7 4-6   |
| Поражение | 1973 | Уимблдонский турнир              | Трава    | Билли Джин Кинг     | 0-6 5-7       |
| Поражение | 1974 | Открытый чемпионат США           | Трава    | Ивонн Гулагонг      | 6-7 6-4 0-6   |
| Победа    | 1974 | Открытый чемпионат Франции       | Грунт    | Ольга Морозова      | 6-1 6-2       |
| Победа    | 1974 | Уимблдонский турнир              | Трава    | Ольга Морозова      | 6-0 6-4       |
| Победа    | 1975 | Открытый чемпионат Франции (2)   | Грунт    | Мартина Навратилова | 2-6 6-2 6-1   |
| Победа    | 1975 | Открытый чемпионат США           | Грунт    | Ивонн Гулагонг      | 5-7 6-4 6-2   |
| Победа    | 1976 | Уимблдонский турнир (2)          | Трава    | Ивонн Гулагонг      | 6-3 4-6 8-6   |
| Победа    | 1976 | Открытый чемпионат США (2)       | Грунт    | Ивонн Гулагонг      | 6-3 6-0       |
| Победа    | 1977 | Открытый чемпионат США (3)       | Грунт    | Венди Тернбулл      | 7-6 6-2       |
| Поражение | 1978 | Уимблдонский турнир              | Трава    | Мартина Навратилова | 6-2 4-6 5-7   |
| Победа    | 1978 | Открытый чемпионат США (4)       | Хард     | Пэм Шрайвер         | 7-5 6-4       |
| Победа    | 1979 | Открытый чемпионат Франции (3)   | Грунт    | Венди Тернбулл      | 6-2 6-0       |
| Поражение | 1979 | Уимблдонский турнир              | Трава    | Мартина Навратилова | 4-6 4-6       |
| Поражение | 1979 | Открытый чемпионат США           | Хард     | Трэйси Остин        | 4-6 3-6       |
| Победа    | 1980 | Открытый чемпионат Франции (4)   | Грунт    | Вирджиния Рузичи    | 6-0 6-3       |
| Поражение | 1980 | Уимблдонский турнир              | Трава    | Ивонн Гулагонг      | 1-6 6-7       |
| Победа    | 1980 | Открытый чемпионат США (5)       | Хард     | Хана Мандликова     | 5-7 6-1 6-1   |
| Победа    | 1981 | Уимблдонский турнир (3)          | Трава    | Хана Мандликова     | 6-2 6-2       |
| Поражение | 1981 | Открытый чемпионат Австралии     | Трава    | Мартина Навратилова | 7-6 4-6 5-7   |
| Поражение | 1982 | Уимблдонский турнир              | Трава    | Мартина Навратилова | 1-6 6-3 2-6   |
| Победа    | 1982 | Открытый чемпионат Австралии     | Трава    | Мартина Навратилова | 6-3 2-6 6-3   |
| Победа    | 1982 | Открытый чемпионат США (6)       | Хард     | Хана Мандликова     | 6-3 6-1       |
| Победа    | 1983 | Открытый чемпионат Франции (5)   | Грунт    | Мима Яушовец        | 6-1 6-2       |
| Поражение | 1983 | Открытый чемпионат США           | Хард     | Мартина Навратилова | 1-6 3-6       |
| Поражение | 1984 | Открытый чемпионат Франции       | Грунт    | Мартина Навратилова | 3-6 1-6       |
| Поражение | 1984 | Уимблдонский турнир              | Трава    | Мартина Навратилова | 6-7 2-6       |
| Поражение | 1984 | Открытый чемпионат США           | Хард     | Мартина Навратилова | 6-4 4-6 4-6   |
| Победа    | 1984 | Открытый чемпионат Австралии (2) | Трава    | Хелена Сукова       | 6-7 6-1 6-3   |
| Победа    | 1985 | Открытый чемпионат Франции (6)   | Грунт    | Мартина Навратилова | 6-3 6-7 7-5   |
| Поражение | 1985 | Уимблдонский турнир              | Трава    | Мартина Навратилова | 6-4 3-6 2-6   |
| Поражение | 1985 | Открытый чемпионат Австралии     | Трава    | Мартина Навратилова | 2-6 6-4 2-6   |
| Победа    | 1986 | Открытый чемпионат Франции (7)   | Грунт    | Мартина Навратилова | 2-6 6-3 6-3   |
| Поражение | 1988 | Открытый чемпионат Австралии     | Хард     | Штеффи Граф         | 1-6 6-7       |

### Женский парный разряд (3-1)
| Результат | Год  | Турнир                         | Покрытие | Партнёрша           | Соперницы в финале              | Счёт в финале |
| --------- | ---- | ------------------------------ | -------- | ------------------- | ------------------------------- | ------------- |
| Победа    | 1974 | Открытый чемпионат Франции     | Грунт    | Ольга Морозова      | Гейл Шанфро Катя Эббингауз      | 6-4 2-6 6-1   |
| Победа    | 1975 | Открытый чемпионат Франции (2) | Грунт    | Мартина Навратилова | Ольга Морозова Джули Энтони     | 6-3 6-2       |
| Победа    | 1976 | Уимблдонский турнир            | Трава    | Мартина Навратилова | Билли Джин Кинг Бетти Стове     | 6-1 3-6 7-5   |
| Поражение | 1988 | Открытый чемпионат Австралии   | Хард     | Венди Тернбулл      | Мартина Навратилова Пэм Шрайвер | 0-6 5-7       |

### Смешанный парный разряд (0-1)
| Результат | Год  | Турнир                 | Покрытие | Партнёр        | Соперники в финале         | Счёт в финале |
| --------- | ---- | ---------------------- | -------- | -------------- | -------------------------- | ------------- |
| Поражение | 1974 | Открытый чемпионат США | Трава    | Джимми Коннорс | Пэм Тигарден Джефф Мастерс | 1-6 6-7       |